# Hidroniofarmacoalumita
La hidroniofarmacoalumita es un mineral, de los minerales fosfatos, perteneciente al grupo de la farmacoalumita, y hallado por primera vez en la mina María Josefa, Rodalquilar, Níjar, Almería (España),  por lo que consecuentemente es su localidad tipo, el nombre deriva de su composición, con fármaco como término griego para el arsénico.

## Propiedades físicas y químicas
La hidroniofarmacoalumita se encuentra como microcristales cúbicos.

## Yacimientos
La hidroniofarmacoalumita es un mineral raro, cuya presencia se ha citado hasta el momento en solamente en la localidad tipo, la mina María Josefa, en Rodalquilar.